# Культурна дипломатія Симона Петлюри: «Щедрик» проти «русского мира». Місія капели Олександра Кошиця (1919-1924)
«Культурна дипломатія Симона Петлюри: «Щедрик» проти «русского мира». Місія капели Олександра Кошиця (1919-1924)» — книга Тіни Пересунько, що вийшла у 2019 році під грифом Інституту української археографії та джерелознавства ім. М.С. Грушевського НАН України.
Книга написана на матеріалах фондів Центрального державного архіву вищих органів влади та управління України і приурочена до відзначення у 2019 році 140-річчя з дня народження
Симона Петлюри, 100-річчя європейської прем'єри «Щедрика» і 100-річчя культурної дипломатії України.
Мета видання — просування іміджевої спадщини Української Народної Республіки в галузі культурної дипломатії.

## Вміст
У виданні вперше оприлюднюється хроніка тріумфального турне Української Республіканської Капели під орудою диригента Олександра Кошиця у країнах Західної Європи, Північної та Південної Америки у 1919–1924 роках. 
Видання містить кількасот унікальних рецензій європейської та американської преси, листи видатних політичних і культурних діячів світу з відгуками про Україну і українську культуру. Подаються фрагменти подорожніх щоденників учасників турне, листування Симона Петлюри і Олександра Кошиця, урядові документи культурної політики УНР. 
Усього у виданні опубліковано понад півтисячі архівних документів, що демонструють тяглість державних традицій України в галузі культурної дипломатії і спроможність української культури на світовий резонанс.

## Відзнаки
Книга здобула перемогу XXI Всеукраїнського рейтингу «Книжка року-2019» в номінації «Минувшина: популярні видання/історична белетристика», диплом премії ім. В. Веретенникова у номінації «археографія, архівна евристика» та диплом Всеукраїнського бібліотечного «Біографічного рейтингу» у номінації «Колективний портрет», була закуплена Українським інститутом книги для поповнення бібліотечних фондів України, а на початку 2022 року – внесена до списку так званої «екстремістської літератури» адміністрацією фейкової «ЛНР».